# ميثاق عصبة الأمم
ميثاق عصبة الأمم الذي تم التوقيع عليه في 28 يونيو 1919 كجزء من معاهدة فرساي، وأصبح ساريا مع بقية المعاهدة في 10 يناير 1920.

## التكوين
بدأت المسودات المبكرة لعصبة الأمم حتى قبل نهاية الحرب العالمية الأولى. قدمت مجموعة برايس ومقرها لندن مقترحات اعتمدتها جمعية عصبة الأمم البريطانية، التي تأسست عام 1915. فيما كان لجمعية القرن في الولايات المتحدة والتي شملت هاميلتون هولت وويليام هاولاند، مسوداتهم الخاصة. تم دعم هذه الخطة إلى حد كبير من قبل رابطة فرض السلام، وهي منظمة يقودها الرئيس الأمريكي السابق ويليام هوارد تافت. في ديسمبر 1916، اقترح اللورد روبرت سيسيل تشكيل لجنة رسمية لصياغة ميثاق لعصبة مستقبلية. تم تعيين اللجنة البريطانية أخيرًا في فبراير 1918؛ قادها والتر فيليمور (وأصبحت تُعرف باسم لجنة فيليمور) ولكنها شملت أيضًا اير كرو ووليام تيريل وسيسيل هيرست. لم يكن الرئيس الأمريكي وودرو ويلسون منبهرًا بتقرير لجنة فيليمور، وأصدر ثلاث مسودات بمساعدة صديقه الكولونيل هاوس. تم تقديم اقتراحات أخرى بواسطة جان سموتس في ديسمبر 1918.
في مؤتمر باريس للسلام 1919، تم تعيين لجنة للاتفاق على ميثاق. كان من بين الأعضاء وودرو ويلسون (رئيسًا) والكولونيل هاوس (ممثلًا للولايات المتحدة) وروبرت سيسيل وجان سموتس (الإمبراطورية البريطانية) وليون بورجوا وفرديناند لارنو (فرنسا) ورئيس الوزراء فيتوريو أورلاندو وفيتوريو سيالوجا (إيطاليا) ووزير الخارجية ماكينو نوبواكي وشيندا سوتيمي (اليابان) وبول هيمانز (بلجيكا) وإبيتاشيو بيسوا (البرازيل) وولينجتون كو (الصين) وجايمي باتالها ريس (البرتغال) وميلينكو رادومار فيسنتش (صربيا). تمت إضافة ممثلين آخرين لتشيكوسلوفاكيا واليونان وبولندا ورومانيا في وقت لاحق. نظرت المجموعة في مسودة أولية شارك في كتابتها هيرست ومستشار الرئيس ويلسون ديفيد هانتر ميللر. خلال الأشهر الأربعة الأولى من عام 1919، اجتمعت المجموعة في عشر مناسبات منفصلة، في محاولة للتفاوض على الشروط الدقيقة لميثاق العصبة المستقبلية.
خلال المفاوضات التي تلت ذلك، ظهرت اعتراضات رئيسية مختلفة من مختلف البلدان. أرادت فرنسا أن تشكل العصبة جيشًا دوليًا لتنفيذ قراراتها، لكن البريطانيين كانوا قلقين من أن مثل هذا الجيش سيهيمن عليه الفرنسيون، ولم يتمكن الأمريكيون من الاتفاق لأن الكونجرس وحده هو الذي يمكنه إعلان الحرب. طلبت اليابان إدراج بند يدعم مبدأ المساواة العرقية، بالتوازي مع بند المساواة الدينية القائم. قوبل هذا بمعارضة شديدة، لا سيما من قبل المشاعر السياسية الأمريكية، بينما تجاهل ويلسون نفسه السؤال ببساطة.
خلال فترة زمنية معينة  أثناء غياب ويلسون، أثيرت مسألة المساواة الدولية مرة أخرى. تم التصويت على اقتراح يدعم «المساواة بين الأمم والمعاملة العادلة لمواطنيها»، وأيده 11 مندوباً من أصل 19. عند عودة ويلسون، أعلن أن «الاعتراضات الجادة» من قبل المندوبين الآخرين قد ألغت تصويت الأغلبية، وتم رفض التعديل. أخيرًا في 11 أبريل 1919، تمت الموافقة على مسودة هيرست-ميلر المنقحة، ولكن دون حل كامل لبعض الأسئلة كما تم طرحها فيما يتعلق بمسائل مثل المساواة الوطنية والمساواة العرقية وكيف يمكن أن تكون العصبة الجديدة قادرة عمليًا على إنفاذ مختلف ولاياتها.
ستضم العصبة الجديدة جمعية عامة (تمثل جميع الدول الأعضاء) ومجلسًا تنفيذيًا (بعضوية تقتصر على القوى الكبرى) وأمانة عامة دائمة. كان من المتوقع أن تحترم الدول الأعضاء «وتحافظ على سلامة أراضي الأعضاء الآخرين في مواجهة العدوان الخارجي» وأن تنزع سلاحها «إلى أدنى نقطة تتماشى مع السلامة المحلية». طُلب من جميع الدول تقديم شكاوى للتحكيم أو التحقيق القضائي قبل خوض الحرب. سيقوم المجلس التنفيذي بإنشاء محكمة دائمة للعدل الدولي لإصدار أحكام في النزاعات.
دخلت المعاهدة حيز التنفيذ في 10 يناير 1920. تم تعديل المواد 4 و6 و12 و13 و15 في عام 1924. تشترك المعاهدة في أحكام وهياكل مماثلة مع ميثاق الأمم المتحدة.

## المادة العاشرة

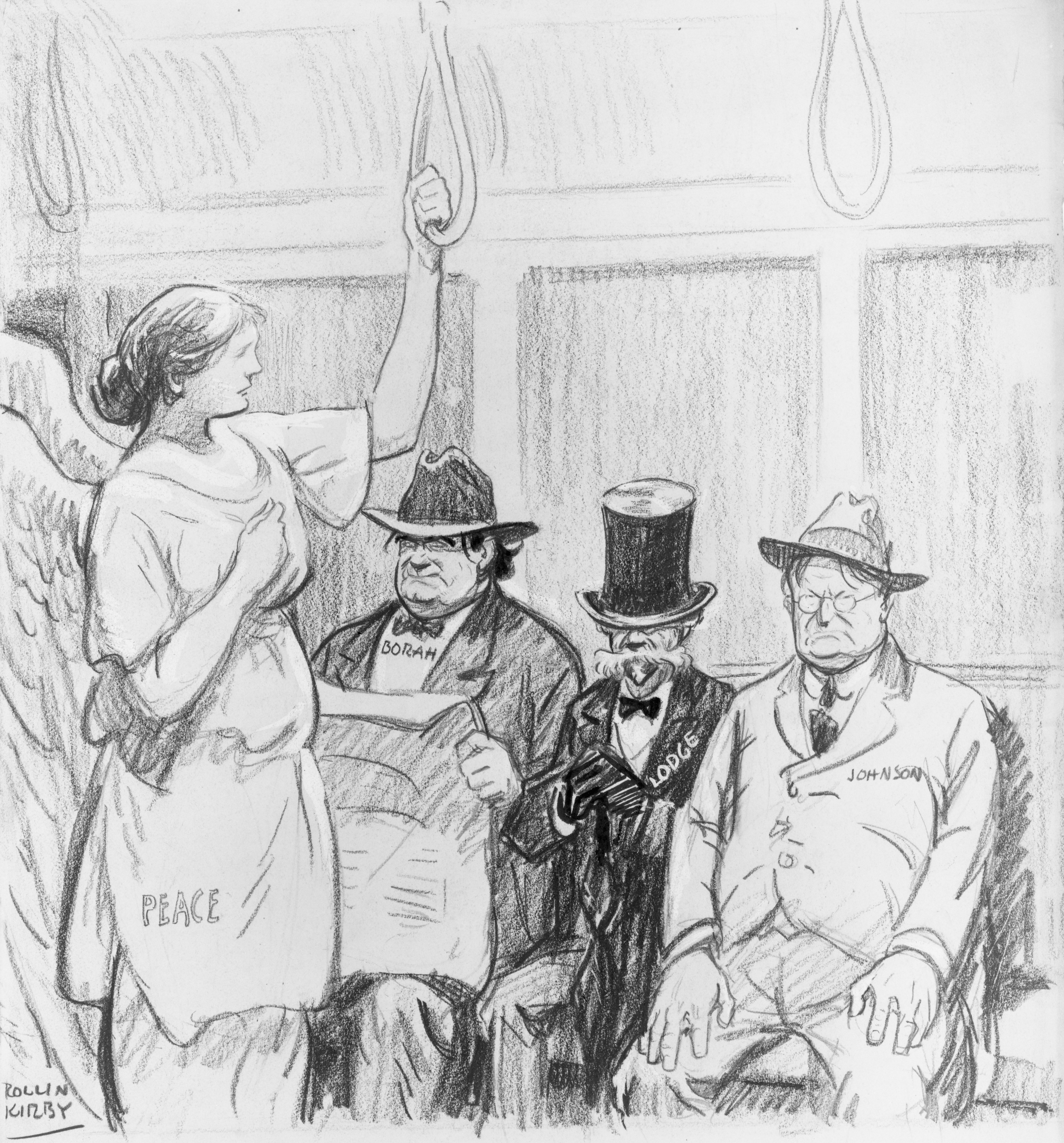
رسم كاريكاتوري يظهر النواب لودج وبورا وحيرام جونسون يعترضون السلام

ألزمت المادة العاشرة من ميثاق عصبة الأمم أعضاء العصبة «باحترام وصيانة وحدة الأراضي والاستقلال السياسي لجميع الدول الأعضاء في العصبة من أي عدوان خارجي». وأُشير أن عضوًا في عصبة الأمم ليس ملزمًا بمساعدة عضو أخر في مكافحة الانفصاليين الداخليين، ولكنه يعني أيضًا أنه لا ينبغي لأي بلد أن يقدم المساعدة لهؤلاء المتمردين. كان من المفهوم أيضًا أنه في حالة هزيمة أي عضو في عصبة الأمم أثناء شن حرب عدوانية، فإن العهد لا يحمي ذلك العضو المهزوم من نتيجة فقدان الأراضي والاستقلال السياسي.
كان الرئيس الأمريكي وودرو ويلسون قد ضمن اقتراحه بالتقدم بطلب للانضمام إلى عصبة الأمم في المسودة النهائية لمعاهدة فرساي، لكن مجلس الشيوخ الأمريكي رفض الموافقة على التصديق على المعاهدة. بالنسبة للعديد من الجمهوريين في مجلس الشيوخ، كانت المادة العاشرة هي المادة الأكثر اعتراضًا. واستندت اعتراضاتهم إلى حقيقة أن الولايات المتحدة، بالتصديق على مثل هذه الوثيقة، ستكون ملزمة بموجب عقد دولي للدفاع عن أحد أعضاء عصبة الأمم إذا تعرض للهجوم. قاد هنري كابوت لودج من ماساتشوستس وفرانك برانديجي من ولاية كونيتيكت المعركة في مجلس الشيوخ الأمريكي ضد التصديق، معتقدين أنه من الأفضل عدم التورط في النزاعات الدولية. بموجب دستور الولايات المتحدة، لا يجوز لرئيس الولايات المتحدة التصديق على معاهدة ما لم يمنح مجلس الشيوخ، بأغلبية ثلثي الأصوات، مشورته وموافقته. في الواقع، كان القصد من المادة العاشرة هو الحفاظ على توازن القوى من خلال منع دولة من غزو دولة أخرى (على سبيل المثال غزو ألمانيا لبلجيكا وفرنسا)؛ ولم تسلب الولايات المتحدة حق شن الحرب.

## المادة الثانية والعشرون
أشارت المادة الثانية والعشرون إلى إنشاء مناطق الانتداب، والتي تم التنازل عنها لتدار من قبل القوى الأوروبية. على الرغم من منح معظم الانتداب إلى دول مثل بريطانيا وفرنسا، اللتين تمتلكان إمبراطوريات استعمارية كبيرة، فقد أوضح الميثاق تمييزًا واضحًا بأن إقليم الانتداب لم يكن مستعمرة.
أكد الميثاق أن هذه الأراضي كانت «مأهولة من قبل شعوب لم تتمكن بعد من الوقوف بمفردها في ظل الظروف القاسية للعالم الحديث» ومن ثم فإن «وصاية هذه الشعوب ينبغي أن تُعهد إلى الدول المتقدمة التي بحكم مواردها وخبرتها أو يمكن لموقعهم الجغرافي أن يتحملوا هذه المسؤولية على أفضل وجه» بصفتها«أمانة مقدسة للحضارة».
تم تصنيف مناطق الانتداب في عدة فئات فرعية:
- «المجتمعات التي كانت تنتمي سابقًا للإمبراطورية التركية» اعتُبرت «قد وصلت إلى مرحلة من التطور حيث يمكن الاعتراف مؤقتًا بوجودها كدول مستقلة» وكُلفت السلطات المنتدبة بـ «تقديم المشورة والمساعدة الإدارية إلى أن يحين الوقت الذي تستطيع فيه أن تقف بمفردها».
- فيما يتعلق بـ «الشعوب الأخرى، ولا سيما شعوب وسط أفريقيا»، تم تكليف سلطات الانتداب بـ «ضمان حرية الوجدان والدين، بشرط الحفاظ على النظام العام والأخلاق، وحظر الانتهاكات مثل تجارة الرقيق وتجارة الأسلحة وتجارة الخمور، ومنع إقامة التحصينات أو القواعد العسكرية والبحرية والتدريب العسكري للمواطنين لأغراض أخرى غير أغراض الشرطة والدفاع عن الأراضي»، ولم يرد أي ذكر لأي استقلال في نهاية المطاف.
- وفيما يتعلق «بالأقاليم، مثل جنوب غرب أفريقيا وبعض جزر جنوب المحيط الهادئ»، فقد افترض أنها «بسبب قلة سكانها، أو صغر حجمها، أو بُعدها عن مراكز الحضارة، أو اتصالها الجغرافي بأراضي الانتداب والظروف الأخرى» التي يجب أن «تدار على أفضل وجه بموجب قوانين الدولة المنتدبة باعتبارها أجزاء لا يتجزأ من أراضيها، مع مراعاة الضمانات المذكورة أعلاه لصالح السكان الأصليين». من الواضح أن الإشارة إلى «التواصل الجغرافي مع أراضي الانتداب» تتعلق بجنوب غرب إفريقيا (ناميبيا الآن) التي أصبحت ولاية لجنوب إفريقيا، وليس لبريطانيا.

## روابط خارجية
- ميثاق عصبة الأمم من مشروع ييل أفالون
- الوثائق الأولية: ميثاق عصبة الأمم، 1919–24 من موقع FirstWorldWar.com